# К'єлд Нойс
К'єлд Нойс (нід. Kjeld Nuis, [kjɛlt nœys) — нідерландський ковзаняр, дворазовий олімпійський чемпіон, дворазовий чемпіон світу, багаторазовий призер чемпіонатів світу.
Дві золоті олімпійські медалі та звання олімпійського чемпіона Нойс виборов на дистанціях 1000 та 1500 метрів на Олімпіаді 2018 року в корейському Пхьончхані.
За видатні спортивні досягнення, а також золоті медалі зимових Олімпійських ігор 2018 року — нагороджений орденом Оранських-Нассау (офіцерського ступеню). Відзнаку вручив міністр охорони здоров'я, соціального захисту та  спорту Нідерландів Бруно Брюйс. Церемонія пройшла 23 березня 2018 року на території Ґроте-Керк в Гаазі з прийомом у короля та королеви Нідерландів.